# Wahl zum Schwedischen Reichstag 1982
- VPK: 20
- S: 166
- C: 56
- FP: 21
- M: 86

Die Wahl zum Schwedischen Reichstag 1982 fand am 19. September 1982 statt. Ein Jahr zuvor zerbrach die konservative Regierungskoalition unter Thorbjörn Fälldin (Centerpartiet).

## Wahlergebnis
| Partei             | Partei                                           | Vorsitzender       | Stimmen   | Stimmen | Stimmen | Sitze  | Sitze |
| Partei             | Partei                                           | Vorsitzender       | Anzahl    | %       | +/−     | Anzahl | +/−   |
| ------------------ | ------------------------------------------------ | ------------------ | --------- | ------- | ------- | ------ | ----- |
|                    | Sozialdemokratische Arbeiterpartei Schwedens (S) | Olof Palme         | 2.533.250 | 45,61   | +2,37   | 166    | +12   |
|                    | Moderate Sammlungspartei (M)                     | Ulf Adelsohn       | 1.313.337 | 23,64   | +3,30   | 86     | +13   |
|                    | Zentrumspartei (C)                               | Thorbjörn Fälldin  | 859.618   | 15,48   | −2,59   | 56     | −8    |
|                    | Volkspartei (FP)                                 | Ola Ullsten        | 327.770   | 5,90    | −4,69   | 21     | −17   |
|                    | Linkspartei Kommunisten (V)                      | Lars Werner        | 308.899   | 5,56    | −0,05   | 20     | —     |
|                    | Christliche Demokratische Sammlungsbewegung (KD) | Alf Svensson       | 103.820   | 1,87    | +0,48   | —      | —     |
|                    | Umweltpartei Die Grünen (MP)                     | —                  | 91.787    | 1,65    | +1,65   | —      | —     |
|                    | Sonstige                                         | Sonstige           | 16.113    | 0,29    | —       | —      | —     |
|                    | Gesamt                                           | Gesamt             | 5.554.602 | 100,00  |         | 349    |       |
| Wahlberechtigte    | Wahlberechtigte                                  | Wahlberechtigte    | 6.130.993 |         |         |        |       |
| Wahlbeteiligung    | Wahlbeteiligung                                  | Wahlbeteiligung    | 91,44 %   |         |         |        |       |
| Abgegebene Stimmen | Abgegebene Stimmen                               | Abgegebene Stimmen | 5.606.603 |         |         |        |       |
| Ungültige Stimmen  | Ungültige Stimmen                                | Ungültige Stimmen  | 52.001    |         |         |        |       |
| Quelle:            |                                                  |                    |           |         |         |        |       |